# Алиев, Гаджи Азер оглы
Гаджи Азер оглы Алиев (азерб. Hacı Azər oğlu Əliyev, род. 21 апреля 1991, Нахичевань) — азербайджанский борец вольного стиля, бывший член национальной сборной Азербайджана (1999 — 2024). Трёхкратный чемпион мира (2014, 2015, 2017), четырёхкратный чемпион Европы (2014, 2018, 2019, 2023), победитель Европейских игр 2019, серебряный призёр Олимпийских игр 2020 в Токио, бронзовый призёр Олимпийских игр 2016 в Рио-де-Жанейро, I Европейских игр 2015 года в Баку и Универсиады 2013 в весе 60 кг. Гаджи Алиев является вторым трёхкратным чемпионом мира в истории азербайджанской борьбы (после Махяддина Аллахвердиева) и первым борцом независимого Азербайджана, три раза ставшим чемпионом мира. Также Гаджи Алиев является первым и пока что единственным четырёхкратным чемпионом Европы в истории азербайджанской вольной борьбы.

## Биография
Гаджи Алиев родился 21 апреля 1991 года в городе Нахичевань Азербайджанской ССР. С 1997 по 2008 год учился в средней школе № 12, расположенной в городе Нахичевань. Отец Гаджи Алиева Азер Алиев, будучи тренером по вольной борьбе, хотел видеть сына в большом спорте. И Алиев в 1999 году вместе со своим старшим братом Яшаром начал заниматься борьбой. Первого успеха в семье добился Яшар Алиев, став в 2013 году бронзовым призёром чемпионата Европы.
С 2004 года Гаджи Алиев начал тренироваться под руководством Эльмана Азимзаде. В 2008 году Алиев поступил в Азербайджанскую государственную академию физкультуры и спорта, которую окончил в 2012 году.
В 2008 году Алиев достиг своего первого успеха, завоевав бронзовую медаль на юношеском турнире «Кубок Победы» в Турции. После этого Алиев стал серебряным призёром юношеского чемпионата Европы и юниорского чемпионата Азербайджана. Также становился победителем ряда турниров внутри страны.
В 2009 году Гаджи Алиев, победив в финале действующего чемпиона Европы Зелимхана Гусейнова, завоевал Кубок Азербайджана, и был приглашён в сборную.
Чемпион Европы 2011 года среди юниоров.
Также представлял Азербайджан на чемпионатах мира 2013 и 2018, чемпионатах Европы 2013 и 2010. Выступает за бакинский клуб «Нефтчи». Личный тренер — Эльман Азимзаде.
29 июня 2015 года президент Азербайджана Ильхам Алиев подписал распоряжение о награждении победителей первых Европейских игр и лиц, внёсших большой вклад в развитие спорта в Азербайджане. Гаджи Алиев за высокие достижения на I Европейских играх и большие заслуги в развитии спорта в Азербайджане был удостоен медали «Прогресс».
1 сентября 2016 года награждён Почётным дипломом Президента Азербайджанской Республики за высокие достижения, завоёванные на ХХХI летних Олимпийских играх в Рио-де-Жанейро, и заслуги в развитии спорта в Азербайджане.
В 2017 году удостоен звания «Спортсмен года» Ассоциации спортивных журналистов Азербайджана.
5 сентября 2017 года был удостоен Персональной пенсии Президента Азербайджанской Республики.
12 августа 2021 года награждён орденом «За службу Отечеству» II степени за высокие достижения на XXXII Летних Олимпийских играх в Токио и заслуги в развитии азербайджанского спорта.
В апреле 2024 года на Европейском квалификационном турнире в Баку завоевал лицензию на летние Олимпийские игры 2024 в весовой категории до 65 кг.
6 июня 2024 года на турнире «Budapest wrestling ranking series 2024» (Будапешт, Венгрия) завоевал бронзовую медаль. В первом круге группы А он победил японца будущего олимпийского чемпиона этого года Котаро Киёоку, одержал техническую победу над узбеком Умиджоном Джалаловым и проиграл действующему чемпиону мира Исмаилу Мусукаеву из Венгрим. В полуфинале Алиев проиграл иранцу Аббасу Ибрагимзаде, а в поединке за бронзу победил мексиканца Остина Гомеса.
На Олимпиаде 2024 в Париже Алиев, одолев в 1/8 финала Остина Гомеса из Мексики, вышел до четвертьфинал, где уступил действующему чемпиону мира Исмаилу Мусукаеву. Поражение же Мусукаева в полуфинале лишило Алиева шанса бороться за бронзу. После окончания Олимпийских игр Гаджи Алиев объявил о завершении спортивной карьеры.

## Личная жизнь
Гаджи Алиев женился в 2014 году. У него есть дочь по имени Аиша.
Увлечением Алиева является исполнение народных песен и игра на пианино. Любимой его песней является «Сары гялин», которую он знает с самого раннего детства и часто поёт. В апреле 2017 года Гаджи Алиев стал гостем программы «Фото+» телеканала CBC Sport, где сыграл на рояле композицию Нино Рота из фильма «Ромео и Джульетта», а также в национальном костюме и под аккомпанемент на кеманче заслуженного артиста Тогрула Асадуллаева исполнил песню «Сары гялин», и ряд народных песен под аккомпанемент на рояле народного артиста Сиявуша Керими и заслуженного артиста Эльдара Мамедова.